# 2101 Адоніс
2101 Адо́ніс (дав.-гр. Ἄδωνις) — навколоземний астероїд з групи Аполлона, який через сильно витягнуту орбіту в процесі свого руху навколо Сонця перетинає орбіти відразу трьох планет: Венери, Землі й Марса. Був відкритий 12 лютого 1936 року бельгійським астрономом Еженом Дельпортом у Королівській обсерваторії Бельгії якраз під час такого зближення і був названий на честь героя давньогрецької міфології Адоніса — хлопця, який був такий гарний, що в нього закохалася навіть Афродіта.
Проведених тоді спостережень виявилося недостатньо, щоб обчислити орбіту Адоніса, тому тривалий час він був втраченим астероїдом, поки його знову не виявив 1977 року американський астроном Чарльз Коваль (Паломарська обсерваторія). Астероїд став другим (після Аполлона) відкритим астероїдом, що зближується із Землею. Протягом XXI століття Адоніс 6 разів пролетить на відстані менше 30 млн км від Землі, а 2036 року наблизиться на 5,3 млн км.
Сильно витягнута орбіта Адоніса свідчить про те, що він може являти собою колишню комету. Дослідження показали, що об'єкт може бути прабатьком декількох малих метеорних потоків.

## Згадки в літературі
У серії коміксів «Дослідники Місяця» із серії «Пригоди Тінтіна» (автор — бельгійський художник Жорж Проспер Ремі) капітан Хеддок напивається й робить імпровізований вихід у відкритий космос, в результаті якого на короткий час стає супутником астероїда Адоніс, що пролітає між Землею й Місяцем. Тінтін рятує його.
У бельгійському коміксі, «Спайк і Сьюзі» (британська назва — «Spike and Suzy») мандрівники на своєму шляху до Марса зустрічають Адоніс і скидають на нього сміття.